# Ruben Yttergård Jenssen
Ruben Yttergård Jenssen (Tromsø, 4 mei 1988) is een Noorse profvoetballer die bij voorkeur als middenvelder speelt. Hij tekende in juni 2016 een contract tot medio 2019 bij FC Groningen, dat hem transfervrij overnam van 1. FC Kaiserslautern. In 2010 debuteerde hij in het Noorse nationale voetbalelftal. In de zomer van 2018 maakte hij de overstap naar het Noorse SK Brann.

## Clubcarrière

### Tromsø IL
Jenssen stroomde in 2006 door vanuit de jeugd van Tromsø IL. Voordat hij hier terechtkwam, speelde hij bij Fløya, een andere plaatselijke club. Jenssen speelde tot en met 2013 voor Tromsø IL en kwam in die tijd 170 keer in actie in de Tippeligaen. Sportieve hoogtepunten in die tijd waren een tweede plaats in het seizoen 2011 en het bereiken van de bekerfinale van 2012.

### 1. FC Kaiserslautern
Jenssen verruilde Tromsø in 2013 voor 1. FC Kaiserslautern. Hiermee werd hij achtereen volgens vierde, vierde en tiende in de 2. Bundesliga. In zijn laatste jaar speelde hij 31 competitiewedstrijden en maakte hij zeven competitiedoelpunten voor de Duitse club, beide persoonlijke records.

### FC Groningen
Jenssen tekende in juni 2016 een contract tot medio 2019 bij FC Groningen, de nummer zeven van de Eredivisie in het voorgaande seizoen. Dat lijfde hem transfervrij in. Hij maakte zijn competitiedebuut voor de ploeg van trainer Ernest Faber op zondag 7 augustus, toen FC Groningen op eigen veld met 5-0 verloor van Feyenoord. In de tweede helft van het seizoen 2017/2018 werd hij verhuurd aan 1. FC Kaiserslautern.

### SK Brann en Tromsø IL
Sinds de zomer van 2018 speelt hij voor het Noorse SK Brann. In 2020 keerde hij terug bij Tromsø IL.

## Clubstatistieken[5]
| Seizoen        | Club                   | Competitiete   | Competitie | Competitie | Beker | Beker | Internationaal | Internationaal | Totaal | Totaal |
| Seizoen        | Club                   | Competitiete   | Wed.       | Dlp.       | Wed.  | Dlp.  | Wed.           | Dlp.           | Wed.   | Dlp.   |
| -------------- | ---------------------- | -------------- | ---------- | ---------- | ----- | ----- | -------------- | -------------- | ------ | ------ |
| 2006           | Tromsø IL              | Tippeligaen    | 5          | 0          | 1     | 1     | —              | —              | 6      | 1      |
| 2007           | Tromsø IL              | Tippeligaen    | 15         | 0          | 4     | 0     | —              | —              | 19     | 0      |
| 2008           | Tromsø IL              | Tippeligaen    | 20         | 2          | 4     | 1     | —              | —              | 24     | 3      |
| 2009           | Tromsø IL              | Tippeligaen    | 30         | 0          | 4     | 0     | 6              | 0              | 40     | 0      |
| 2010           | Tromsø IL              | Tippeligaen    | 30         | 0          | 3     | 0     | —              | —              | 33     | 0      |
| 2011           | Tromsø IL              | Tippeligaen    | 29         | 1          | 4     | 0     | 4              | 1              | 37     | 2      |
| 2012           | Tromsø IL              | Tippeligaen    | 29         | 0          | 6     | 1     | 6              | 0              | 41     | 1      |
| 2013           | Tromsø IL              | Tippeligaen    | 12         | 1          | 1     | 1     | —              | —              | 13     | 2      |
| 2013/14        | 1. FC Kaiserslautern   | 2. Bundesliga  | 23         | 2          | 6     | 1     | —              | —              | 29     | 3      |
| 2014/15        | 1. FC Kaiserslautern   | 2. Bundesliga  | 21         | 0          | 3     | 0     | —              | —              | 24     | 0      |
| 2015/16        | 1. FC Kaiserslautern   | 2. Bundesliga  | 31         | 7          | 0     | 0     | —              | —              | 31     | 7      |
| 2016/17        | FC Groningen           | Eredivisie     | 35         | 0          | 2     | 0     | —              | —              | 37     | 0      |
| 2017/18        | FC Groningen           | Eredivisie     | 12         | 0          | 1     | 0     | —              | —              | 13     | 0      |
| 2017/18        | → 1. FC Kaiserslautern | 2. Bundesliga  | 14         | 0          | 0     | 0     | —              | —              | 14     | 0      |
| Carrièretotaal | Carrièretotaal         | Carrièretotaal | 306        | 13         | 39    | 5     | 16             | 1              | 361    | 19     |

## Interlandcarrière
Jenssen was aanvoerder in het Noorse nationale elftal tot 21 jaar. Hij debuteerde op 29 mei 2010 in het Noors voetbalelftal, tijdens een wedstrijd tegen  Montenegro. Diezelfde wedstrijd maakten ook Espen Bugge Pettersen en Jonathan Parr hun interlanddebuut.